# Centro (Goiânia)
Setor Central ou simplesmente Centro é um bairro de Goiânia, cidade brasileira. É o núcleo de povoamento a partir do qual a cidade se desenvolveu e expandiu. 
A configuração urbanística do Centro de Goiânia, bem como o traçado das suas ruas, seguiu o plano piloto elaborado pelo arquiteto Attilio Corrêa Lima (1933-35). A sua paisagem urbana é marcada pela existência de um grande número de edificações. A maioria destas é formada por prédios baixos, muitos dos quais contam com fachada em estilo art-déco.
No Centro situam-se o Palácio das Esmeraldas - sede do Governo do Estado de Goiás e residência oficial do governadores -, o Centro de Cultura e Convenções, o Teatro Goiânia e o Parque de Diversões Mutirama. Além disso, localizam-se no bairro inúmeras repartições públicas federais, estaduais e municipais.
Segundo dados do censo do IBGE em 2010, é o sexto bairro mais populoso do município, contando uma aglomeração de vinte e quatro mil pessoas.

## Comércio da região
O bairro conta com dois mercados públicos, o Mercado Popular e o Mercado Central. O Mercado Popular foi construído em 1952 na região então denominada Bairro Popular - que seria incorporada ao Setor Central alguns anos mais tarde. Já o Mercado Central é considerado o mais antigo mercado de Goiânia, tendo sido construído na década de 1950 na Avenida Anhanguera. 

## Tragédia
O Centro de Goiânia foi o cenário onde se sucederam eventos que concorreram para o acidente radioativo de setembro de 1987. Por causa da decorrente contaminação por partículas do radioisótopo Césio-137, dezenas de pessoas morreram, e outras centenas tiveram a saúde seriamente afetada.